# 紧凑城市
紧凑城市（英語：compact city）是在城市规划建设中主张以紧凑的城市形态来有效遏制城市蔓延，保护郊区开敞空间，减少能源消耗，并为人们创造多样化、充满活力的城市生活的规划理论。它最早的积极倡导者是欧洲共同体，其理论构想在很大程度上受到了许多欧洲历史名城的高度密集发展模式的启发。

## 主要观点
紧凑城市理论主要提倡以下三个观点：高密度开发、混合的土地利用和优先发展公共交通等。

### 高密度开发
紧凑城市理论主张采用高密度的城市土地利用开发模式，一方面可以在很大程度上遏制城市蔓延，从而保护郊区的开敞空间免遭开发。另一方面，可以有效缩短交通距离，降低人们对小汽车的依赖，鼓励步行和自行车出行，从而降低能源消耗，减少废气排放乃至抑制全球变暖。另外，高密度的城市开发可以在有限的城市范围内容纳更多的城市活动，提高公共服务设施的利用效率，减少城市基础设施建设的投入。

### 混合的土地利用
紧凑城市理论提倡适度混合的城市土地利用，认为将居住用地与工作用地、休闲娱乐、公共服务设施用地等混合布局，可以在更短的通勤距离内提供更多的工作，不仅可以降低交通需求，减少能源消耗，而且可以加强人们之间的联系，有利于形成良好的社区文化。

### 优先发展公共交通
紧凑城市理论认为，城市的低密度开发使人们的交通需求上升、通勤距离增大，在出行方式上过度依赖小汽车，从而导致汽车尾气排放过多。因此，该理论强调要优先发展公共交通，创建一个方便、快捷的城市公共交通系统，从而降低对小汽车的依赖，减少尾气排放，改善城市环境，这与TOD模式相同。

## 实践
紧凑城市理论是针对西方城市郊区蔓延和“边缘城市”无效性等问题而提出的回应，其研究的范围目前主要集中在美国、欧洲、澳大利亚等工业化国家和地区，对发展中国家的研究涉及较少。而随着发展中国家的城镇化进程的加快，已经有发展中国家的某些发达地区开始了对紧凑城市理论的实践。

### 中国大陆
深圳光明新城的建设是紧凑城市理念在中国大陆的具体实践，已经取得了良好的效果。天津市滨海新区的于家堡金融区、响螺湾商务区和泰达MSD在規劃过程中也对紧凑城市理论有所借鉴。

### 日本
愛媛縣松山市是奉行緊密都市理論的典型案例。

## 争议
紧凑城市理论虽然可以带来的好处有很多，但其目前仍存在争议，如在研究层面上，紧凑城市主要以环境保护为目标，却缺乏对经济和社会的可持续性的影响研究。在实践层面上，紧凑城市和可持续发展之间的关系以及紧凑城市所声言的好处还有待验证。在可能引发的新的城市问题上，高密度的城市形态可能导致交通拥堵、生活成本上升等一系列问题等。